# Лутава
Лута́ва — село в Україні, у Деснянській селищній громаді Чернігівського району Чернігівської області. Населення становить 251 особу. Село належить до Карпилівського старостинського округу.
Поблизу села відоме поселення трипільської культури, що відноситься до пізнього трипілля етапу СІІ.

## Історія
1781 року в "деревне" Лутава Остерської сотні нараховувалось 29 хат. 1787 року - Лутову Остерського повіту населяли 111 податкових душ (казенні люди). Уперше зображене на мапі Шуберта 1832 року як невелике поселення Лутова без вказаної кількості дворів. На мапі 1869 року - Лутава. 1901 - 856 мешканців.
12 червня 2020 року, відповідно до розпорядження Кабінету Міністрів України № 730-р «Про визначення адміністративних центрів та затвердження територій територіальних громад Чернігівської області», увійшло до складу Деснянської селищної громади.
19 липня 2020 року, в результаті адміністративно-територіальної реформи та ліквідації Козелецького району, увійшло до складу новоутвореного Чернігівського району.

## Політика

### Парламентські вибори, 2019
На позачергових парламентських виборах 2019 року у селі функціонувала окрема виборча дільниця № 740259, розташована у приміщенні клубу.
Результати
- зареєстровано 196 виборців, явка 64,29%, найбільше голосів віддано за «Слугу народу» — 42,28%, за Всеукраїнське об'єднання «Батьківщина» — 17,07%, за «Опозиційну платформу — За життя» і Радикальну партію Олега Ляшка — по 9,76%[5]. В одномандатному окрузі найбільше голосів отримав Борис Приходько (самовисування) — 36,59%, за Сергія Коровченка (самовисування) — 17,07%, за Дмитра Пахомова (Слуга народу) — 12,20%[6].

## Населення

### Мова
Розподіл населення за рідною мовою за даними перепису 2001 року:
| Мова       | Кількість | Відсоток |
| ---------- | --------- | -------- |
| українська | 427       | 97.94%   |
| російська  | 9         | 2.06%    |
| Усього     | 436       | 100%     |

## Відомі люди
- Титок Дмитро Миколайович (1987-2014) — прапорщик, військовослужбовець 169-го навчального центру Сухопутних військ ЗС України (Десна). Загинув поблизу Дебальцевого[8].

## Галерея

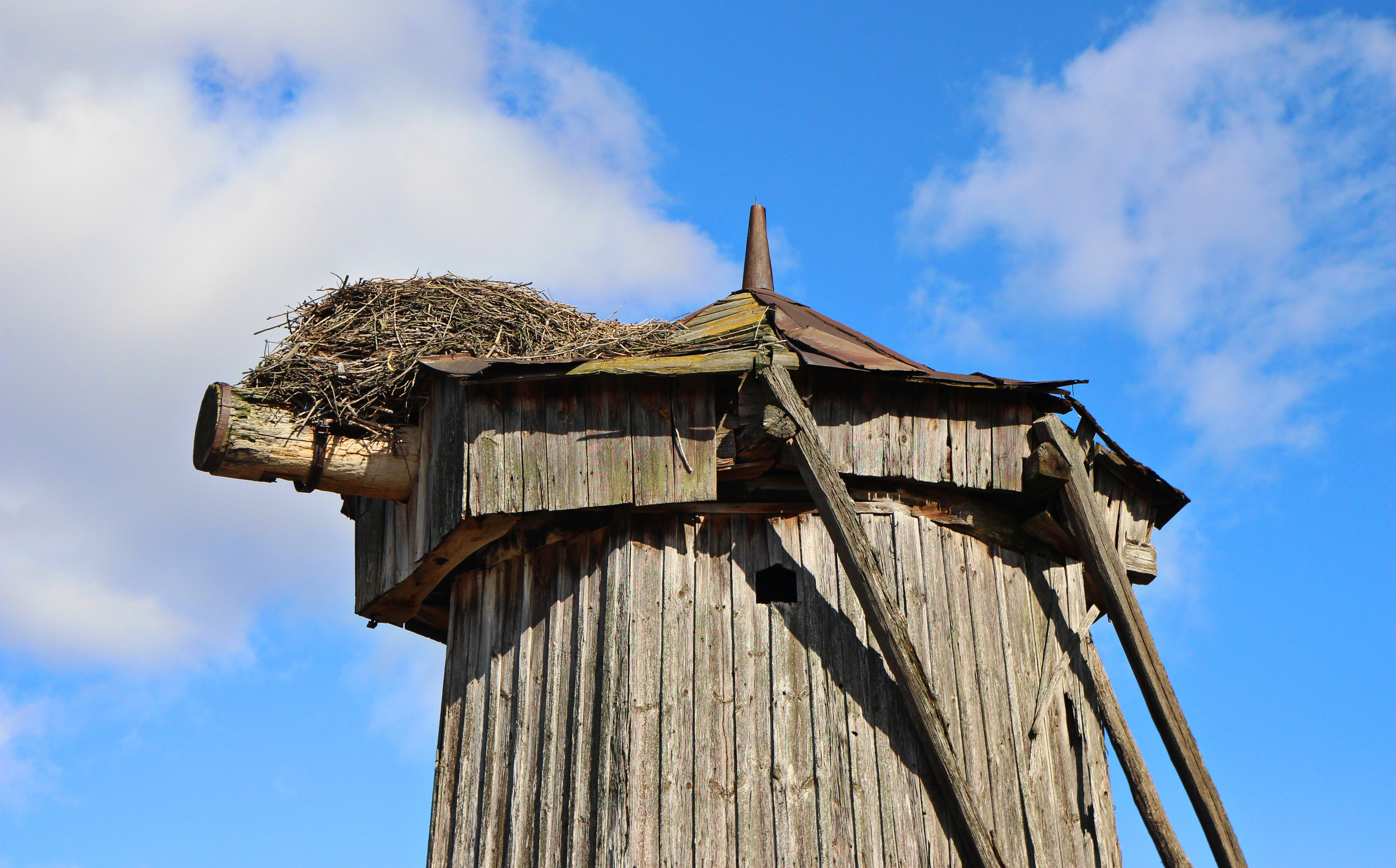
Деталь млина
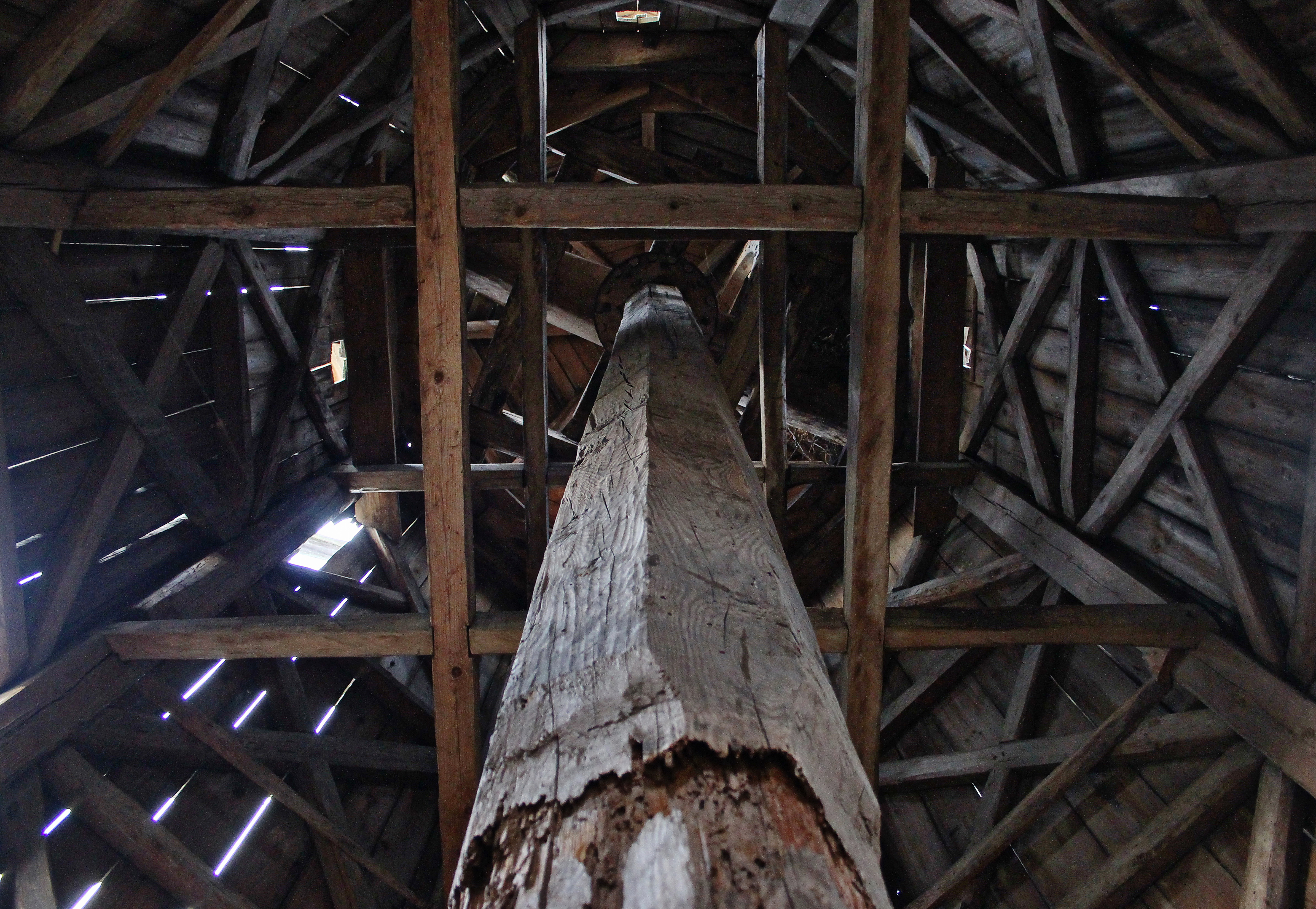
Всередині
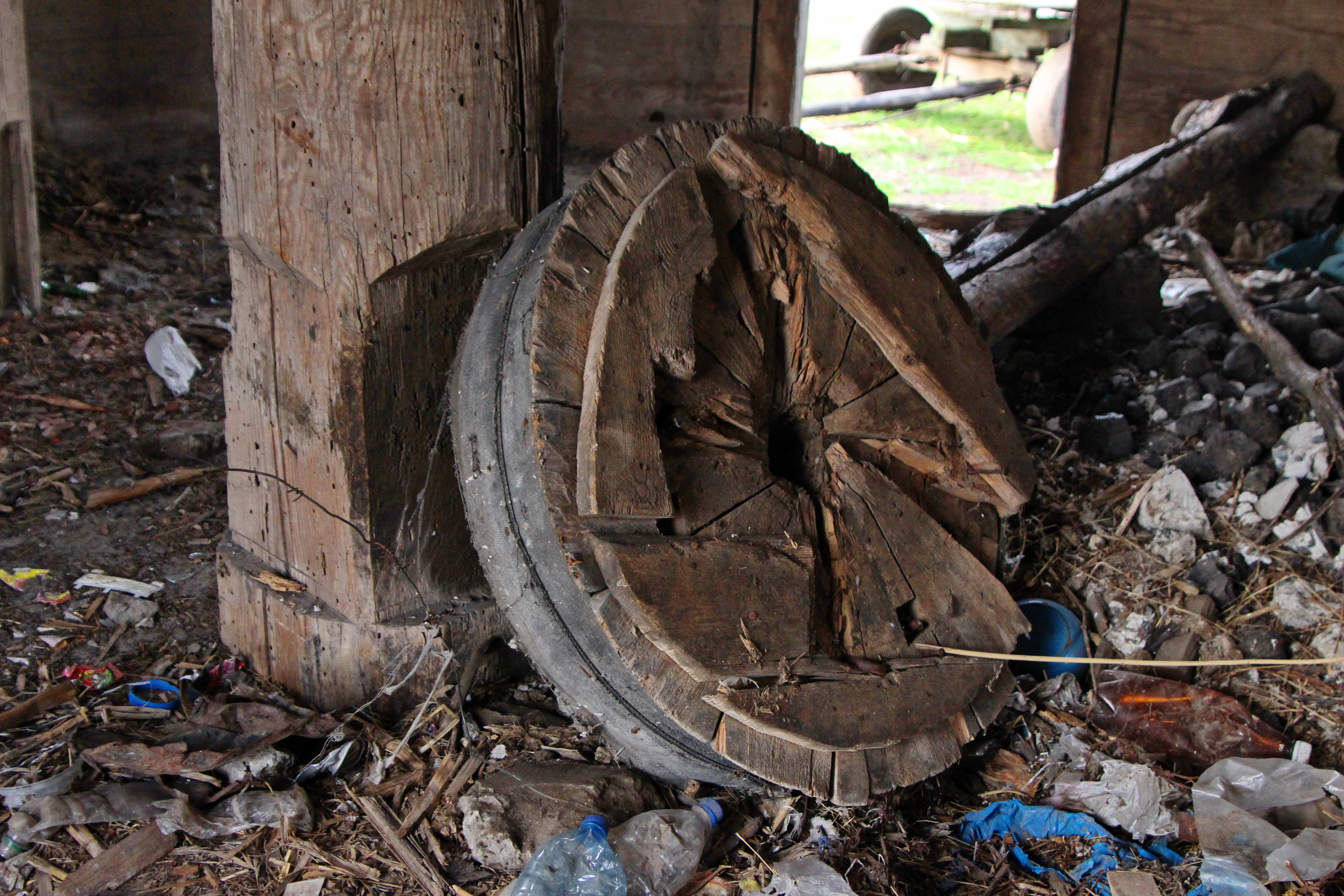
Всередині